# Богдан Георгиев
Богдан Георгиев е български революционер, деец на Вътрешната македоно-одринска революционна организация.

## Биография
Богдан Георгиев е роден през 1870 година в кривопаланското село Одрено, което тогава е в Османската империя. Присъединява се към ВМОРО и действа с чета в светиниколско през 1905 година.
| Чета на Богдан Георгиев, декември 1905 година | Чета на Богдан Георгиев, декември 1905 година | Чета на Богдан Георгиев, декември 1905 година | Чета на Богдан Георгиев, декември 1905 година | Чета на Богдан Георгиев, декември 1905 година |
| Номер                                         | Име                                           | Селище                                        | Околия                                        | Забележка                                     |
| --------------------------------------------- | --------------------------------------------- | --------------------------------------------- | --------------------------------------------- | --------------------------------------------- |
| 1.                                            | Богдан Георгиев                               | Одрино                                        | Кратовска                                     |                                               |
| 2.                                            | Илиан Трайков                                 | Горно Кратово                                 | Кратовска                                     |                                               |
| 3.                                            | Тодор Стоянов                                 | Самоков                                       |                                               |                                               |
| 4.                                            | Ангел Димитров                                | Т. Пазарджик                                  |                                               |                                               |
| 5.                                            | Сандо Георгиев                                | Щип                                           |                                               | [ 1 ]                                         |